# IC 3235
IC 3235 је спирална галаксија у сазвјежђу Береникина коса која се налази на листи објеката дубоког неба у Индекс каталогу.
Деклинација објекта је + 13° 32' 43" а ректасцензија 12h 22m 57,9s. Привидна величина (магнитуда) објекта IC 3235 износи 15,7 а фотографска магнитуда 16,5.